# アルケオテリウム
アルケオテリウム（Archaeotherium またはアーケオテリウム）は、新生代古第三紀漸新世 (約3,500万 - 約2,500万年前)の北アメリカ大陸やユーラシア大陸に生息した、イノシシに似た大型草食動物である。鯨偶蹄目・エンテロドン科に属する。

## 分類
1850年にジョゼフ・ライディがアルケオテリウムを命名したが、1853年に彼はアルケオテリウムをエンテロドンのジュニアシノニムとし、1857年にはエロテリウムのジュニアシノニムとした。後に Peterson (1909), Scott (1940), Galbreath (1953), Russell (1980), Carroll (1988) および Effinger (1998) ではアルケオテリウムはエンテロドン科の有効な属として扱われている。

## 形態

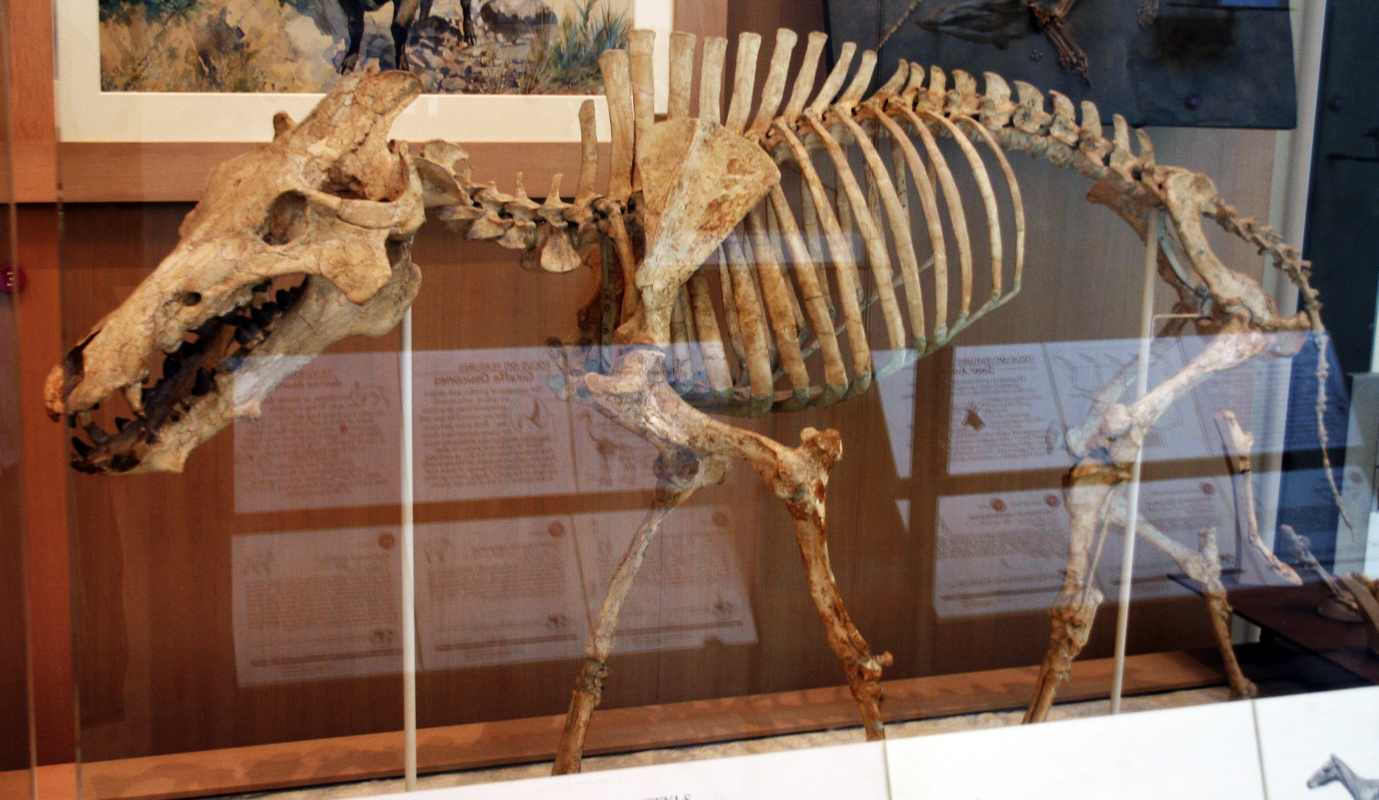
全身骨格

容姿はウシと同等に巨大で牙を持ち、顔の側面にコブを持つペッカリーに類似する。頭骨全長約50cm。他のエンテロドン科同様、イボイノシシに似た頭部の眼窩の下から横へ伸びた突起を持ち、また下顎側面にも二つの瘤状突起を持つ。これは、硬い植物質の食物を噛み潰す為、発達した咬筋に大きな付着部を与えていたとする説もあるが、縄張り争いなどで使用されるディスプレイであったとする指摘もされている。頭部自体はエンテロドンに似るが、眼窩の後部が骨で仕切られている点、及び後頭部の骨格はより頑丈な造りになっている点が異なる。歯列は雑食性の傾向が強く、塊茎や木の実の他、死肉も漁っていた可能性もある。胴体は重い頭部を支える為に肩部が隆起しており、この点はアメリカバイソンに似る。

## 生態

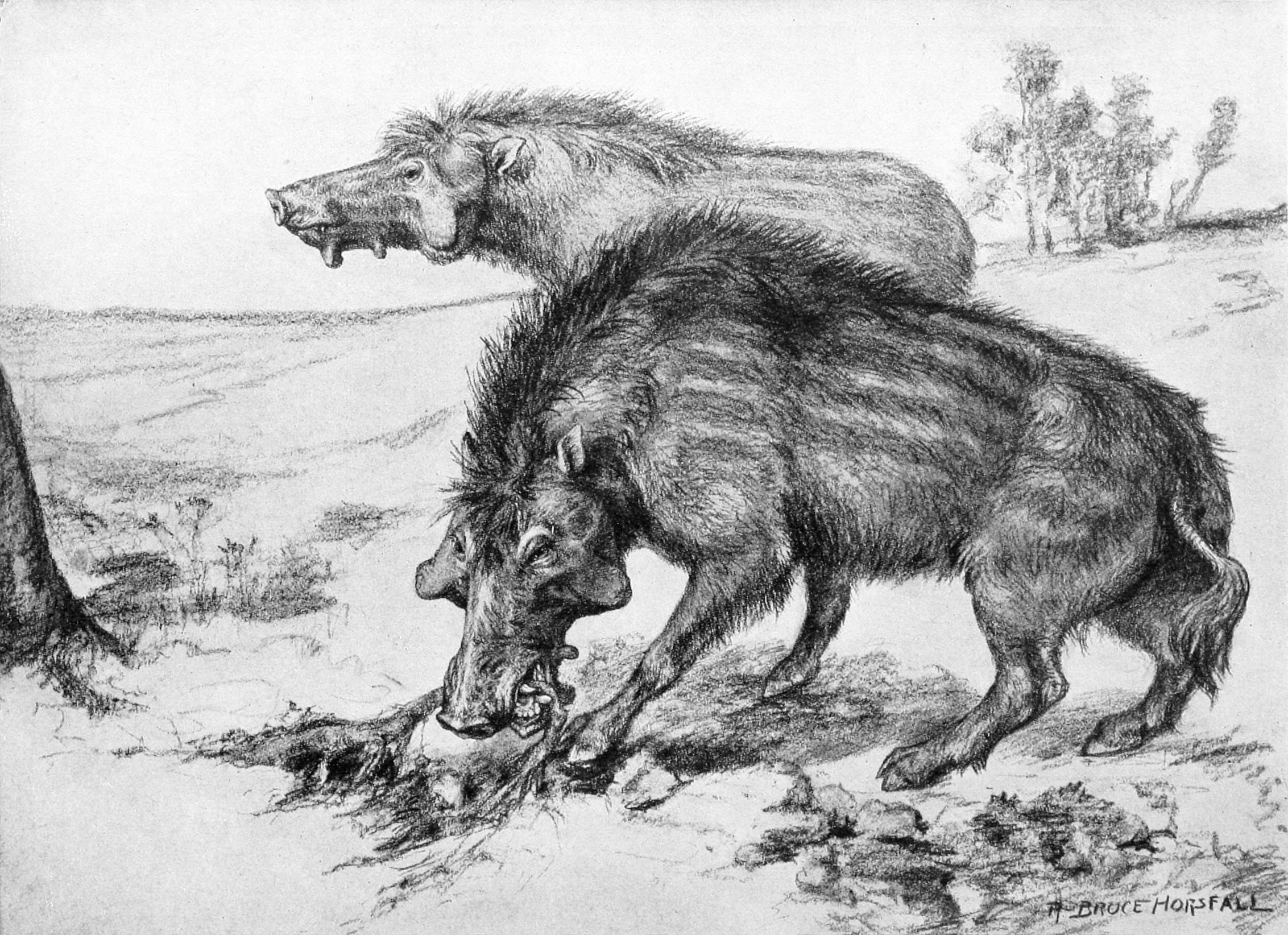
根を食べるアルケオテリウム

化石は北アメリカ大陸で多数発見されており、同科の中でも最も繁栄した属であったと推定される。またそれ以外では、中国、モンゴルなどアジアからも発見されている。
頭骨から判明した点としては、脳自体の容積は小さいものの嗅葉が大型化しており、嗅覚が発達していた事を示唆している。歯列の傾向も併せて、死肉や地中の食物なども探して食べていたと推定されている。

## ギャラリー

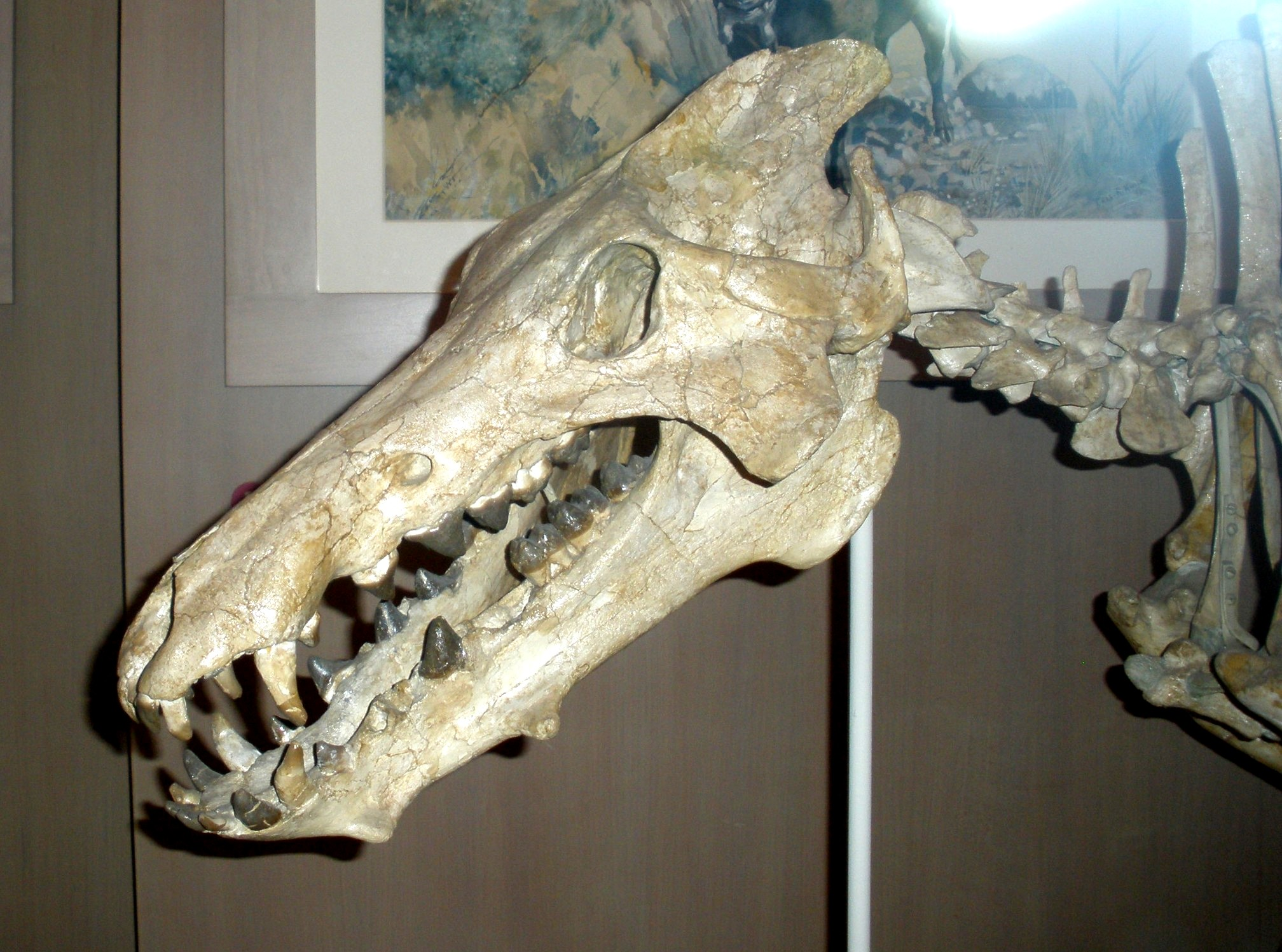
頭骨
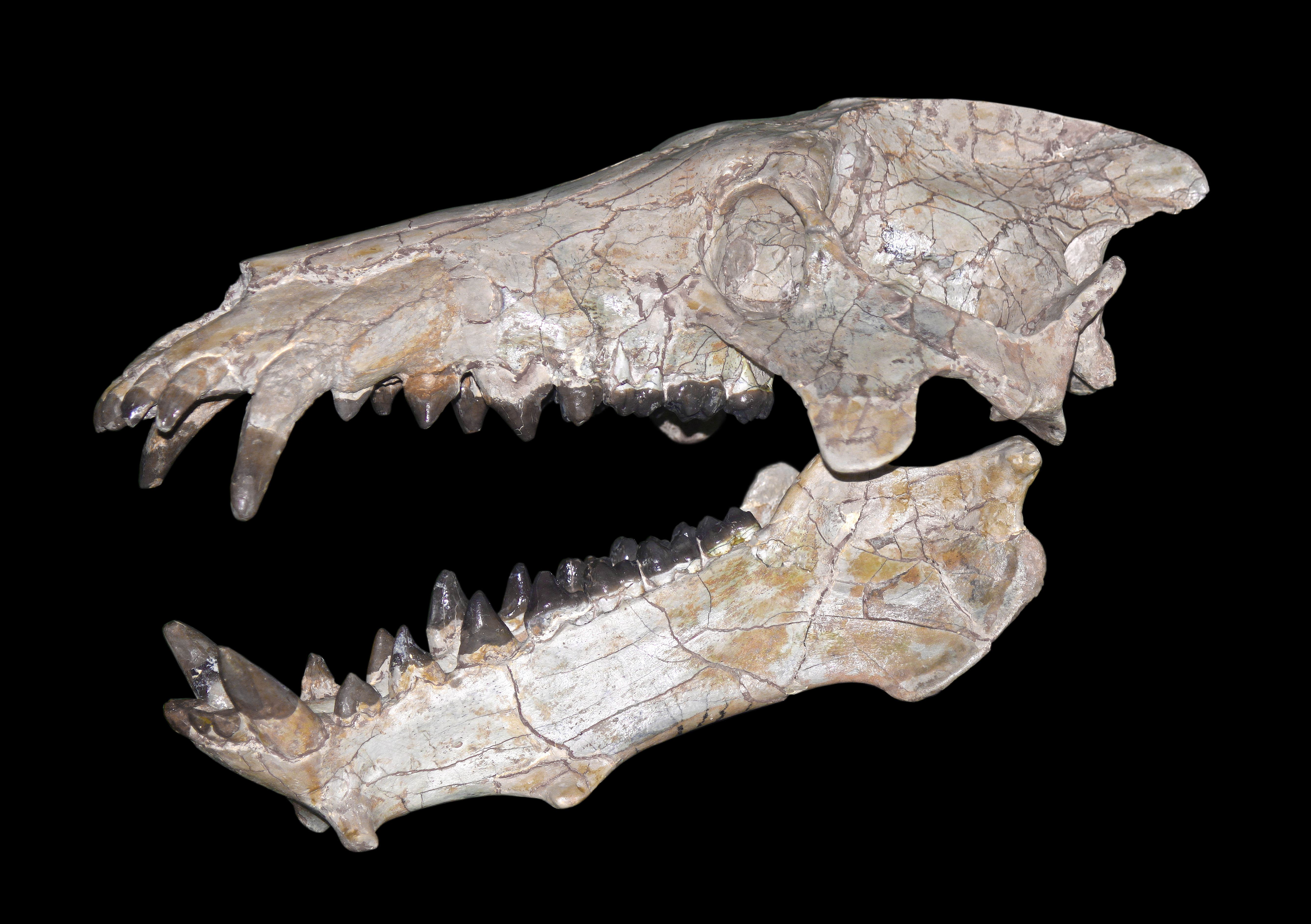
頭骨